# Hloubětín metróállomás
Hloubětín egy metróállomás Prágában a prágai B metró vonalán.

## Szomszédos állomások
A metróállomáshoz az alábbi állomások vannak a legközelebb:
- Kolbenova (Zličín)
- Rajská zahrada (Černý Most)

## Átszállási kapcsolatok
| B (Zličín ↔ Černý Most) |                              |                         |
| Állomás                 | Átszállási kapcsolatok       | Fontosabb létesítmények |
| Hloubětín               | 110, 141, 396 16, 25, 92, 94 |                         |